# Анохін Владлен Опанасович
Владле́н Опана́сович Ано́хін (13 лютого 1930 — 20 січня 2019) — радянський та український археолог, кандидат історичних наук (з 1964 р.). Відомий передусім доробком на царині античної нумізматики Північного та Південно-Західного Причорномор'я та низкою оригінальних гіпотез щодо історії цього регіону.

#### Біографія
- 1949—1954 рр. — навчання на кафедрі історії та музеєзнавства Київського Університету ім. Шевченка.
- 1969—2010 рр. — працював у відділі античної археології Інституту археології.
- 1963—1971 рр. — ініціатор видання та головний редактор щорічника «Нумізматика і сфрагістика».
- з 2010 р. — пенсіонер.

### Серед робіт
- «Глек з рельєфними зображеннями Асклепія та Гігіеї», 1959
- «Монети скіфського царя Атея», 1965
- «Монети Атея. Скіфські древності», 1973
- «Монетна справа Херсонесу», 1977
- «The coinage of Chersonesus: IV century BC-XII century A», 1980
- «Монетна справа Боспору», 1986
- «Монети-стрілки», 1986
- «Монетна справа та грошовий обіг Керкінітиди (по матеріалах розкопок 1980—1982 років)», 1988
- «Монети античних міст північно-західного Причорномор'я», 1989
- «Сільська округа Ольвії», 1989
- «Монетна справа античних міст північно-західного Причорномор'я», 1989
- «Античні монети північного Причорномор'я», 1997, 2011
- «Griechische Schleuderbleie bei den Mauern von Olbia», 1998
- «Історія Боспора Кіммерійського», 1999
- «Ольвія. Антична держава в Північному Причорномор'ї», 1999
- «Матеріали, дослідження та нотатки по археології й нумізматиці», 2010